# Future Nostalgia (песня)
«Future Nostalgia» — песня, записанная британской певицей Дуа Липой. Была выпущена 13 декабря 2019 года на втором студийном альбоме Future Nostalgia.

## История
В музыкальном плане, «Future Nostalgia» описывается как электро-фанк, синти-поп с элементами диско, хип-хоп, хаус и музыки 1980-х годов.

## Музыкальное видео
Премьера официального лирик-видео состоялась 16 декабря 2019 года на канале YouTube.

## Отзывы
Композиция, в целом, была одобрительно встречена музыкальными экспертами и обозревателями:
Idolator, Nylon, Clash, The Guardian, The Irish Times, Billboard, Rolling Stone, AllMusic.
Издание Popjustice дало «Future Nostalgia» ранг 20-й лучшей песни 2020 года, в то время как Vulture включило песню в список лучших танцевальных треков 2020 года «Best Dance and Disco Songs of 2020». Роб Копси из Official Charts Company назвал трек одной из самых недооцененных песен 2020 года.

## Участники записи
По данным заметок на альбоме и сервиса Tidal.
- Дуа Липа — вокал, автор
- Jeff Bhasker — продюсер, программирование ударных, клавишные, синтезатор
- Skylar Mones — дополнительный продюсер
- Jerry Singh — дополнительное программирование
- Elijah Marrett-Hitch — ассистент по микшированию
- Dave Cerminera — звукозапись
- Jens Jungkurth — звукозапись
- Homer Steinweiss — ударные
- Chris Gehringer — мастеринг
- Josh Gudwin — микширование

## Чарты
| Чарт (2019—2020)                          | Высшая позиция |
| ----------------------------------------- | -------------- |
| Австралия (ARIA)                          | 99             |
| Хорватия (HRT)                            | 80             |
| Греция (IFPI)                             | 96             |
| Венгрия (Single Top 40)                   | 35             |
| Ирландия (IRMA)                           | 83             |
| Литва (AGATA)                             | 46             |
| Новая Зеландия (N. Z. Hot Singles, RMNZ)  | 11             |
| Португалия (AFP)                          | 104            |
| Шотландия (OCC Scotland)                  | 58             |
| Словакия (Singles Digitál Top 100)        | 95             |
| Испания (PROMUSICAE)                      | 99             |
| Великобритания (OCC UK Singles Downloads) | 63             |

## История релизов
| Регион    | Дата             | Формат                     | Версия            | Лейбл  | Ссылки |
| --------- | ---------------- | -------------------------- | ----------------- | ------ | ------ |
| Мир       | 13 декабря 2019  | Цифровые загрузки стриминг | Оригинальная      | Warner | [ 33 ] |
| Австралия | 13 декабря 2019  | Contemporary hit radio     | Оригинальная      | Warner | [ 34 ] |
| Мир       | 11 сентября 2020 | Цифровые загрузки стриминг | Joe Goddard Remix | Warner | [ 35 ] |